# Jelgava
Pour les articles homonymes, voir Mitau (homonymie).
Jelgava (yèl-ga-va) (anciennement connue sous le nom allemand de Mitau, Mittaw  ou Mittau) est une ville de Lettonie, située dans le district de Jelgava dont elle est le chef-lieu. Jelgava est la deuxième ville étudiante du pays.

## Histoire

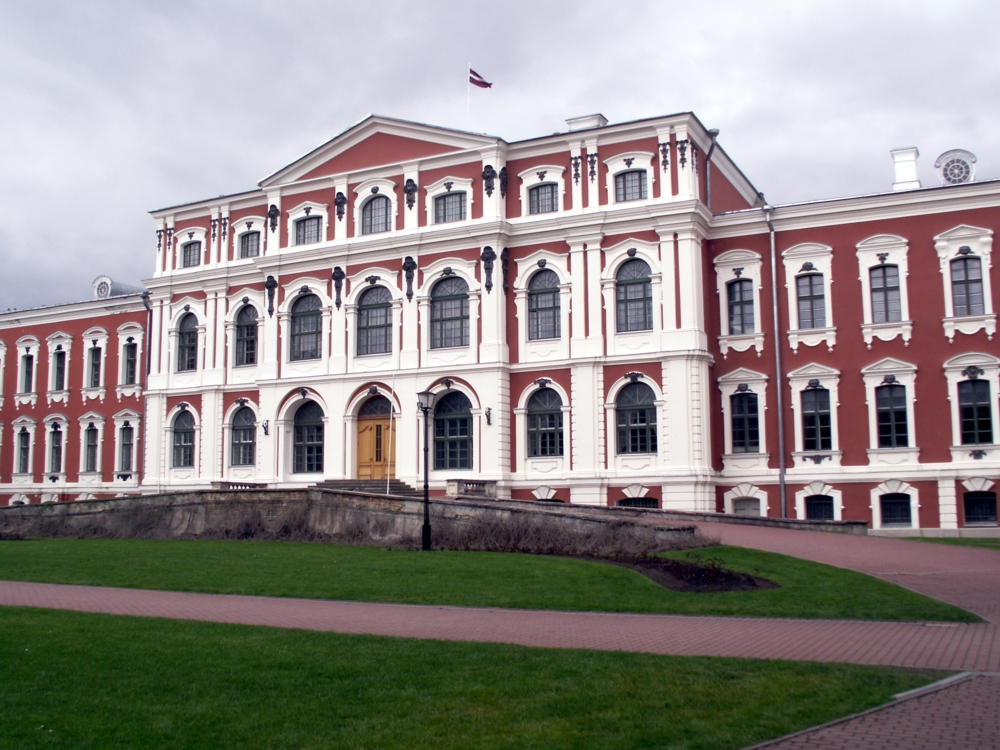
Le palais de Jelgava (ex-Mitau) où résida le futur Louis XVIII.

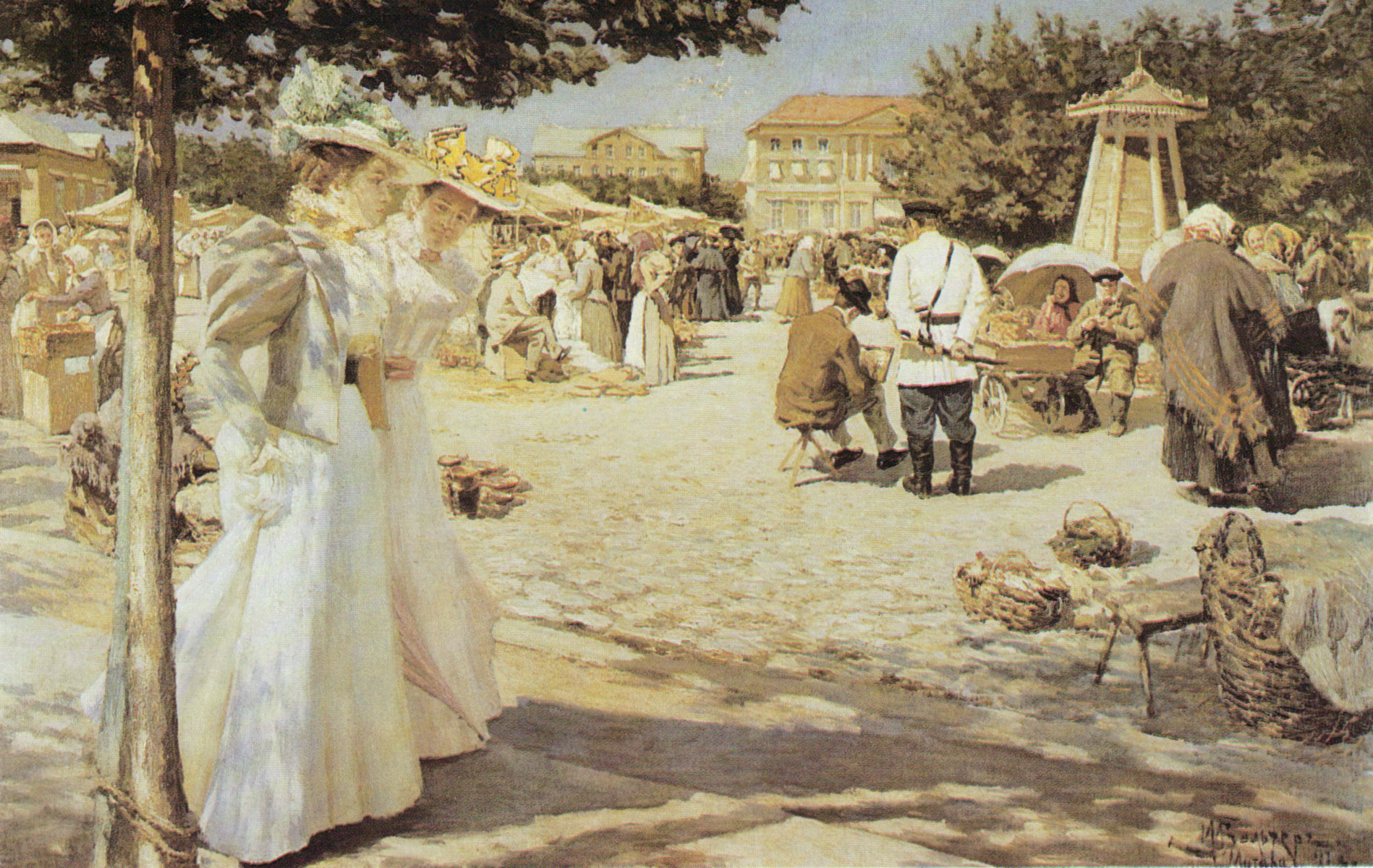
Johans Valters, Marché de Jelgava (1897).

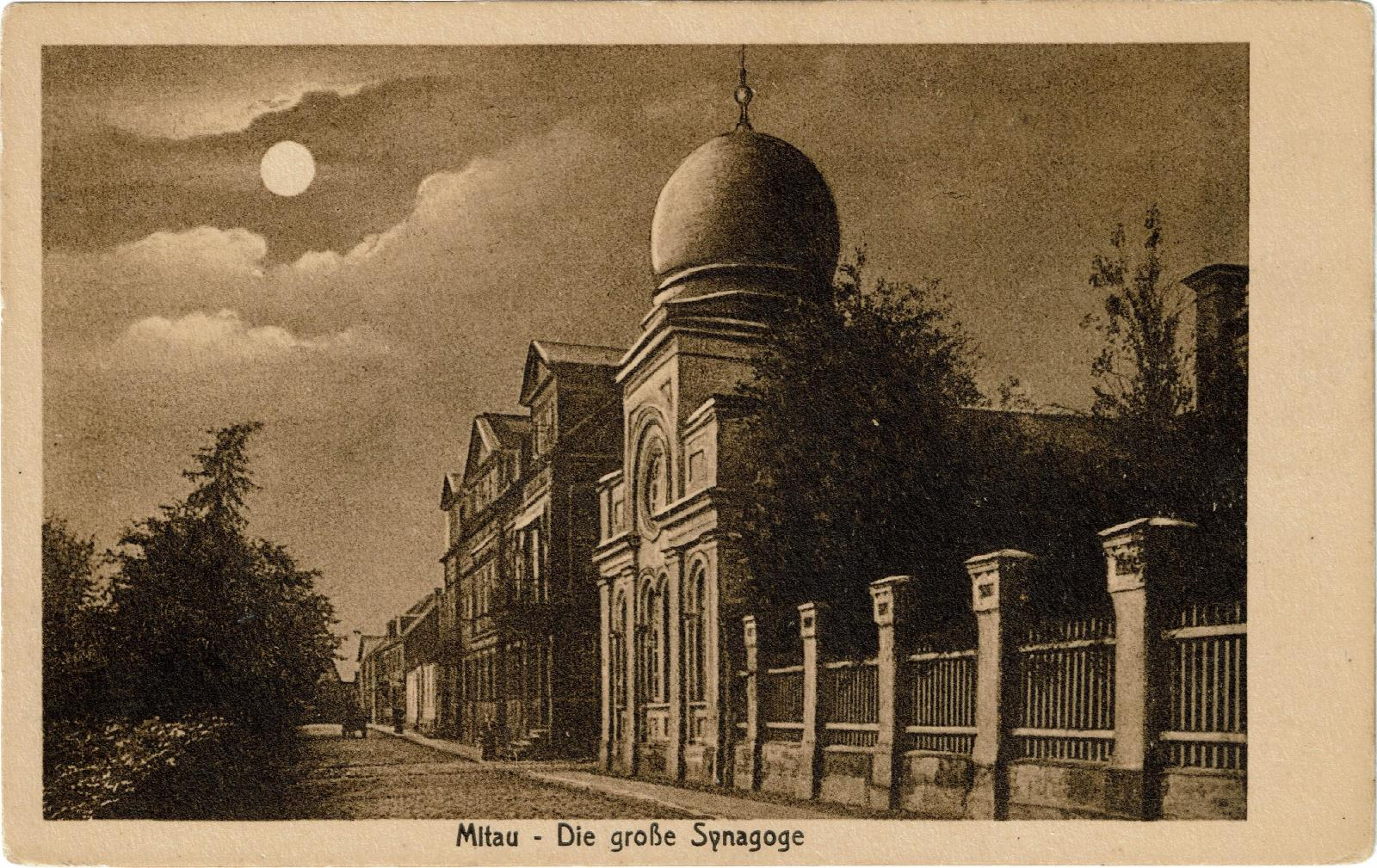
Synagogue de la ville au début du XXe siècle avant sa destruction pendant la Seconde Guerre mondiale.

La fondation de la ville, longtemps connue sous le nom allemand de Mitau, se situe au XIe siècle; elle est un point de défense des Chevaliers Porte-Glaives, puis (1237) Chevaliers teutoniques, acteurs des croisades baltes contre les populations sémigaliennes et lithuaniennes, alors païennes. En 1264, Konrad von Mander ordonne la construction de la forteresse de Mitau sur une île à la confluence entre la Lielupe et la Driska. La ville prospère en tant que point de défense contre les incursions en provenance du sud jusqu'au pillage par les Lithuaniens que commande Algirdas (Aļģirda) en 1345. Des immigrants allemands  s'y installent et la font prospérer.
À la suite de la sécularisation (en 1525) des chevaliers teutoniques et de l'insuccès de l'ordre livonien à en assurer le relais (cf guerre de Livonie), Mitau devient en 1561 une ville d'un duché de Courlande vassal de la Pologne. Cependant, passée à la Réforme, la ville germanophone est à majorité protestante. Elle reçoit les droits de ville et son blason en 1573 et devient en 1578 la capitale du « duché de Courlande et Sémigalie ». À la mort de Gotthard Kettler, ses fils se partagent le duché et Mitau devient la capitale de la partie occidentale du duché. S'ensuivent les guerres nordiques, opposant les Polonais (dont Frédéric Ier Kettler est vassal) aux Suédois. En 1617, la ville devient à nouveau capitale du duché réunifié. Mais le royaume de Suède est victorieux et la ville, après une alternance d'occupation, devient suédoise en 1621. Les Polonais tenteront, en vain, de récupérer la ville qui, malgré les guerres, continue de prospérer.
Peu à peu, la ville teutonne tombe sous l'influence russe et la duchesse, de 1711 à 1730, n'est autre qu'Anna Ivanovna qui deviendra Anne Ire de Russie. Elle laisse le duché à Ernst Johann von Biron. À la mort de l'impératrice en 1740, il s'empare de la régence mais est bientôt renversé et envoyé en Sibérie. La tsarine Élisabeth le rappelle l'année suivante de Pelim (Sibérie) à Iaroslav (sur la Volga), mais elle donne le duché de Courlande à Christian, fils d'Auguste III roi de Pologne. Catherine II  rend à Biron son duché de Courlande en 1763, qu'il laisse à son fils en 1769.
Sous le gouvernement du duc de Biron, la ville connaît un essor culturel sans précédent. C'est lui qui ordonne la construction du palais dont il confie les plans à Rastrelli, en parallèle à celui de Rundale. Il fonde également l'académie et encourage les représentations théâtrales à sa cour.

### Empire russe
La ville est annexée en 1795 à l'Empire russe et devient la capitale du gouvernement de Courlande.
Le comte de Provence, futur roi Louis XVIII alors en exil, séjourne de 1798 à 1801 et de 1804 à 1807 au palais de Mitau. La ville sert de base à la Prusse durant les guerres napoléoniennes et, par la suite, perd de son rayonnement.
En 1868, avec l'arrivée du rail, Mitau — Mitava en russe — connaît une nouvelle phase d'expansion, due en particulier à l'arrivée de ruraux d'origine lettone, lituanienne, biélorusse ou russe venant s'installer comme marchands, artisans ou enseignants. En 1914, la ville compte 45 000 habitants. Elle est occupée par les Allemands pendant la Première Guerre mondiale, et la population de la ville en grande partie germanophone accueille favorablement les troupes allemandes. À la fin de la guerre, la ville devient un terrain d'affrontement entre milices allemandes, soviétiques et indépendantistes lettons.

### XXesiècleavant 1991
En 1919, quand la Lettonie obtient son indépendance, la ville devient un point important du nouvel État. Avec la « rentrée dans le rang » des Germano-Baltes (dont une grande partie est expropriée et expulsée en Allemagne), elle est renommée Jelgava.
À la suite du pacte germano-soviétique de 1939, Jelgava, comme toute la Lettonie, est occupée puis annexée par l'Union soviétique. Cependant, Hitler trahira ses engagements et la ville est à nouveau occupée en 1941 par les Allemands qui s'en servent de base aérienne. Fin juillet et début août 1941, un Einsatzgruppen d'Allemands et policiers lettons massacre entre 1 500 et 2 000 Juifs dans la forêt voisine (en)(Jelgava massacres). Ces exécutions de masse sont perpétrées dans le cadre de la Shoah en Lettonie. En 1944 l'Armée rouge reprend la ville qui, à la fin de la Seconde Guerre mondiale, se trouve détruite à plus de 90 %.
La reconstruction intervient sous la République socialiste soviétique de Lettonie dont le style architectural prédomine.

### Depuis la seconde indépendance
Après l'indépendance de 1991, la ville connaît une forte crise économique qui se termine vraiment en 2000, avec de nouveau des manifestations au début de 2009.

## Population
En 2004 :
- fort taux de féminité : 54/46
- population active : 61 %
  - plus jeune : 16 %
  - plus vieux : 23 %

### Évolution démographique
| 1840   | 1863   | 1881   | 1897   | 1914   | 1925   |
| ------ | ------ | ------ | ------ | ------ | ------ |
| 20 300 | 22 700 | 28 500 | 35 131 | 45 700 | 28 321 |

| 1935   | 1943   | 1945   | 1959   | 1970   | 1979   |
| ------ | ------ | ------ | ------ | ------ | ------ |
| 34 099 | 30 809 | 15 800 | 36 270 | 55 297 | 67 333 |

| 1989   | 1997   | 2000   | 2007   | 2010   | 2012   |
| ------ | ------ | ------ | ------ | ------ | ------ |
| 74 105 | 70 962 | 63 652 | 66 051 | 65 106 | 63 534 |

| 2014   | 2020   | - | - | - | - |
| ------ | ------ | - | - | - | - |
| 62 572 | 56 062 | - | - | - | - |

### Composition ethnique
- Répartition ethnique :
  - Lettons : 54,2 % ;
  - Russes : 30,4 % ;
  - Biélorusses : 5,8 % ;
  - Ukrainiens : 4 % ;
  - Autres : 5,6 % (Polonais, Lituaniens...).

## Économie
Les principales industries sont le sucre (dont la fabrique a récemment été fermée puis rouverte) et la céramique. En 2004, la ville compte 1096 entreprises dont 41 % dans la branche commerciale et 70 % dans le tertiaire et le taux de chômage avoisinait les 5,4 % fin 2005.

## Transport
Jelgava est le centre du réseau ferroviaire pour la Sémigalie et il est donc facile de se rendre dans n'importe quel point de cette région ainsi qu'à Rīga (toutes les demi-heures) par train.
Il est possible de rejoindre n'importe quelle ville du pays par autocar ainsi que Rīga. Une liaison vers l'Estonie et vers la Lituanie est également assurée.
En microbus, il est possible d'aller vers Rīga tous les quarts d'heure.
Le centre-ville est composé principalement d'avenues qui rendent la circulation aisée même à des heures de pointe.

## À voir

### Culture
- Le palais de Mitau
- L'église protestante de la Trinité (1574-1625)
- Academia Petrina (XVIIIe)
- L'église protestante Ste Anne (1567)
- La cathédrale catholique St Georges et Ste Marie (1630-1635)
- La cathédrale orthodoxe St Siméon et Ste Anne
- L'église St Jean.
- L'église baptiste (1870)
- L'allée des amoureux (XIXe siècle)
- Villa Medem (1818).
- Le château de Valdeka (XVIIe siècle).
- La vieille ville.
- La gare ferroviaire de Jelgava (1868).

### Musées
- Le musée d'art et d'histoire Ģederts Eliass
- Le musée du palais où sont enterrés les ducs de Courlande
- Le musée Kārlis Ulmanis.
- La filiale du musée des chemins de fer lettons.
- Le musée du réseau électrique du sud du pays
- L'hôpital républicain pour névrotiques
- La prise d'eau.
- Le musée des pompiers.

### Autres
- Université d'Agriculture de Lettonie
- Parcs variés
- Arbres remarquables
- Statues
- Cimetières
- Survol en hélicoptère

## Personnalités
- Henri Edgeworth de Firmont (1745-1807), prêtre de l'Eglise catholique en France, dernier confesseur du roi Louis XVI, décédé dans cette ville.
- Magnus Paucker (1787-1855), mathématicien et astronome russe
- Adolph Theodor Kupffer (1799-1865), physicien
- Ernst Rudolf von Trautvetter (1809-1889), botaniste, directeur du jardin botanique impérial de Saint-Pétersbourg
- Ādolfs Alunāns (1848-1912), metteur en scène et dramaturge letton
- Jānis Lipke (1900 - 1987), Juste parmi les nations, sauveur de 42 juifs du Ghetto de Riga pendant la Shoah en Lettonie
- Eugène Klimoff (1901-1990), peintre
- Jānis Lūsis (1939-2020), lanceur de javelot, champion olympique et ancien recordman du monde
- Jānis Joņevs (1980-), écrivain, auteur de Jelgava 94, tableau d'une adolescence à Jelgava
- Maija Tabaka (1939-), artiste peintre, officier de l'ordre des Trois Étoiles
- Natalia Lashchenova (1973-), championne olympique de gymnastique par équipe en 1988

## Jumelages
La ville de Jelgava est jumelée avec :
| Ville | Ville                  | Pays | Pays                         | Période                   |
| ----- | ---------------------- | ---- | ---------------------------- | ------------------------- |
|       | Alcamo,                |      | Italie                       | depuis 2002               |
|       | Baranavitchy,          |      | Biélorussie                  | depuis le 6 juin 2003     |
|       | Białystok,             |      | Pologne                      | depuis 1994               |
|       | Commune de Pärnu (en), |      | Estonie                      | depuis 1957               |
|       | Côme                   |      | Italie                       | depuis 2016               |
|       | district de Xinying,   |      | République de Chine (Taïwan) | depuis 2000               |
|       | Hällefors              |      | Suède                        | depuis 2004               |
|       | Ivano-Frankivsk,       |      | Ukraine                      | depuis le 24 octobre 2007 |
|       | Magadan,               |      | Russie                       | depuis le 18 août 2006    |
|       | Moscou                 |      | Russie                       |                           |
|       | Nacka,                 |      | Suède                        |                           |
|       | Nova Odessa,           |      | Brésil                       | depuis le 10 juin 2007    |
|       | oblast de Moscou       |      | Russie                       | depuis 2003               |
|       | Rueil-Malmaison,       |      | France                       | depuis le 28 juin 2007    |
|       | Vejle                  |      | Danemark                     |                           |
|       | Vejle,                 |      | Danemark                     | depuis 1992               |
|       | Šiauliai,              |      | Lituanie                     | depuis 1960               |

## Climat
| Mois                                  | jan.     | fév.       | mars       | avril      | mai       | juin      | jui.     | août      | sep.      | oct.      | nov.       | déc.       | année      |
| ------------------------------------- | -------- | ---------- | ---------- | ---------- | --------- | --------- | -------- | --------- | --------- | --------- | ---------- | ---------- | ---------- |
| Température minimale moyenne (°C)     | −5,3     | −4,6       | −2,7       | 1,4        | 5,7       | 10        | 12,4     | 11,1      | 7,5       | 3,5       | 0,7        | −3,7       | 3          |
| Température moyenne (°C)              | −3,2     | −1,9       | 1,2        | 6,9        | 11,8      | 15,7      | 18       | 16,8      | 12,4      | 6,8       | 2,6        | −2         | 7,1        |
| Température maximale moyenne (°C)     | −1       | 0,7        | 5,3        | 12,4       | 17,9      | 21,3      | 23,5     | 22,6      | 17,3      | 10,2      | 4,5        | −0,3       | 11,2       |
| Record de froid (°C) date du record   | −31 2021 | −31,2 2012 | −20,7 2010 | −11,7 2013 | −5,3 1995 | −0,2 2009 | 0,8 1993 | 2,8 1993  | −4,6 1996 | −6,9 2015 | −19,5 1989 | −26,1 1996 | −31,2 2012 |
| Record de chaleur (°C) date du record | 8,2 2014 | 13,5 1990  | 18,6 2010  | 26,9 2009  | 30 2013   | 32,8 2016 | 33 2012  | 33,4 2015 | 27,2 2020 | 20,8 2020 | 14,1 2015  | 11,4 2015  | 33,4 2015  |
| Précipitations (mm)                   | 21,8     | 8,9        | 52,4       | 60,6       | 68,2      | 113,8     | 84,3     | 52,8      | 40,9      | 33,2      | 9,4        | 17,6       | 563,7      |
| Nombre de jours avec précipitations   | 4        | 4,7        | 4,7        | 6,3        | 9         | 7,5       | 14       | 11        | 9         | 5         | 3          | 4,5        | 82,7       |

## Galerie

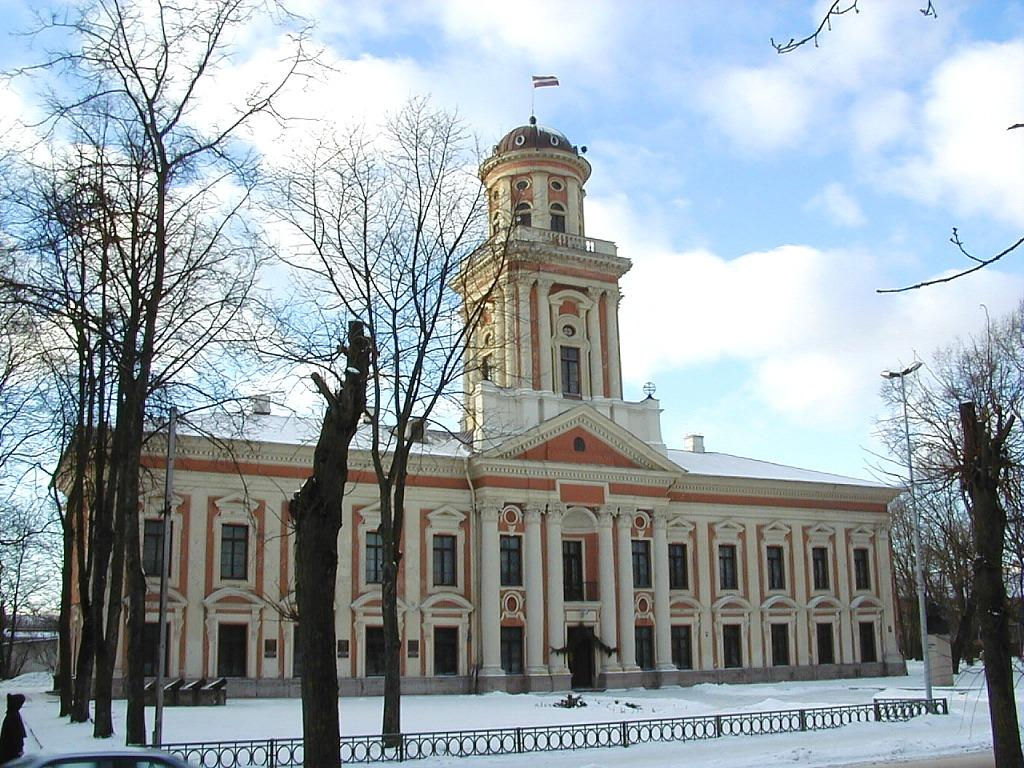
Academia Petrina.
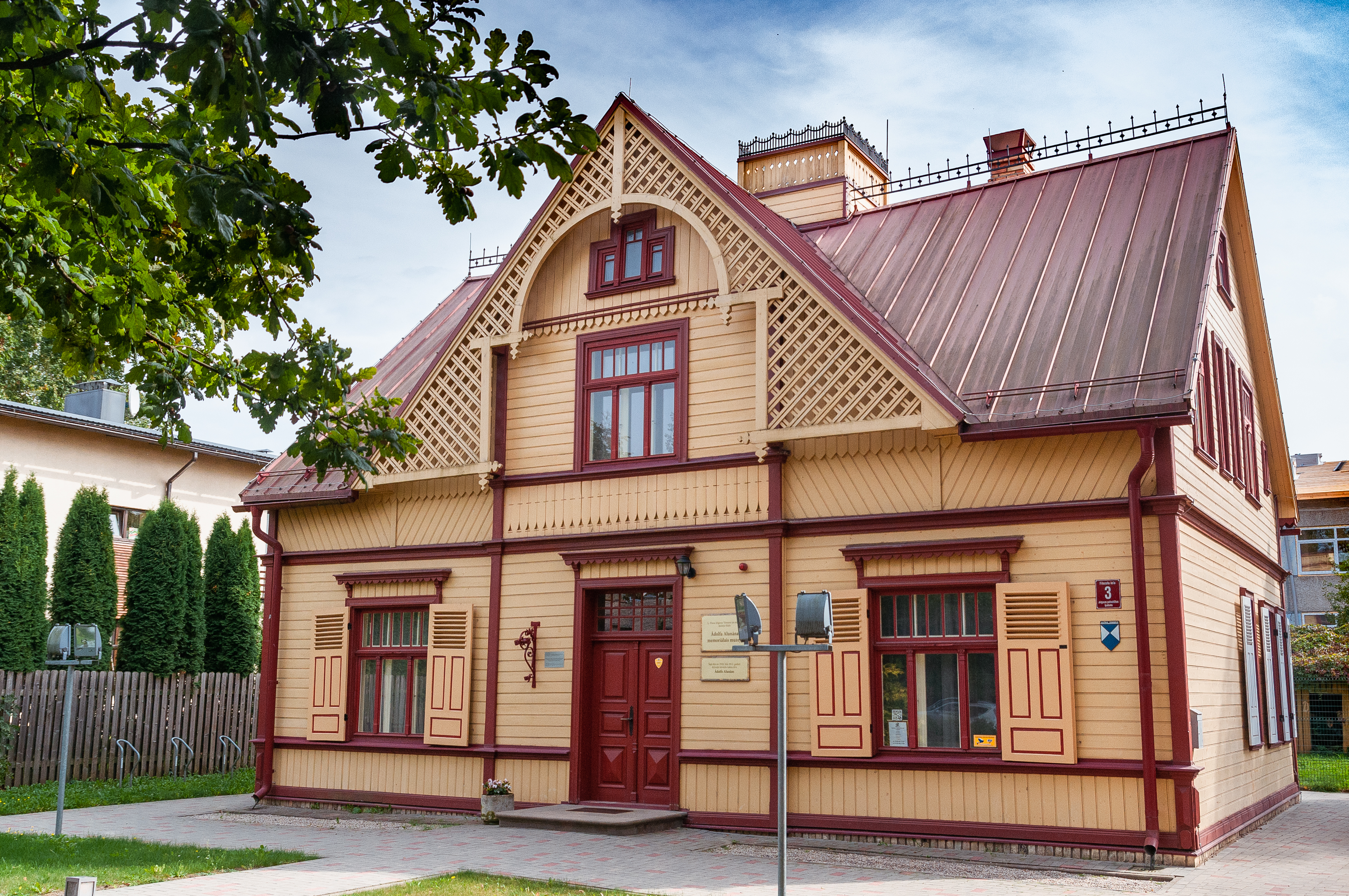
Musée Ādolfs Alunāns.
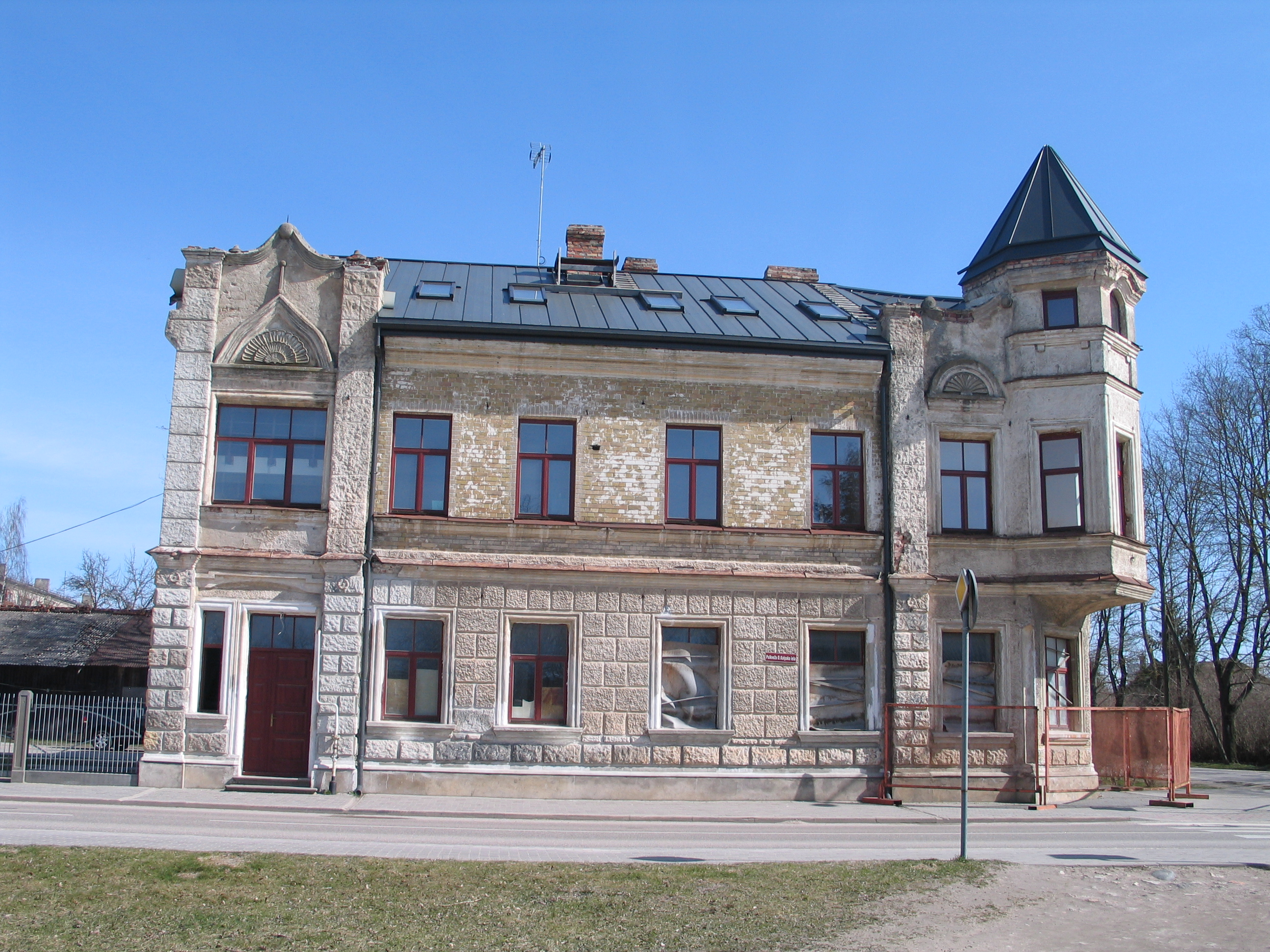
Rue Oskars Kalpaks.
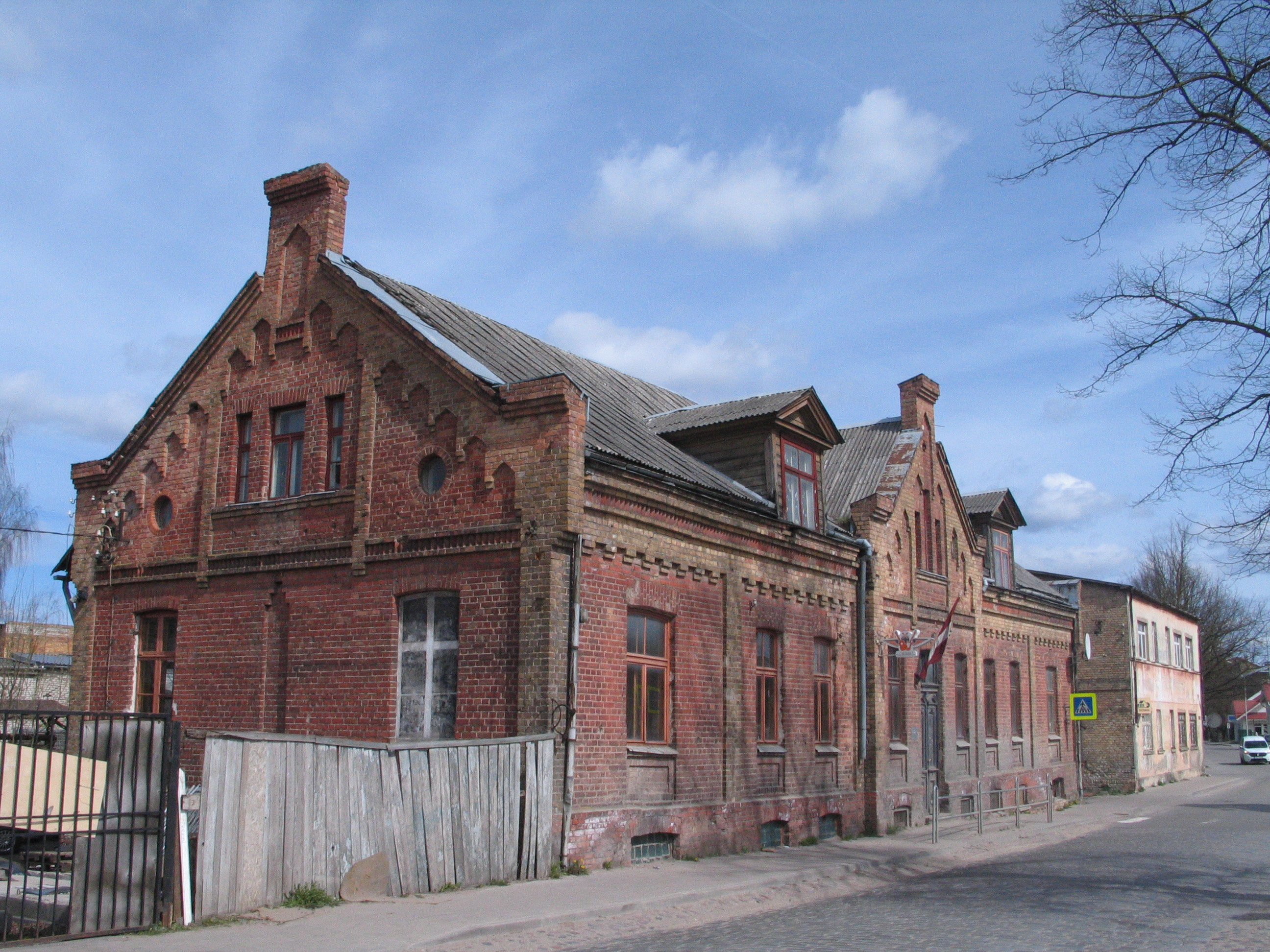
68, rue Dobeles.
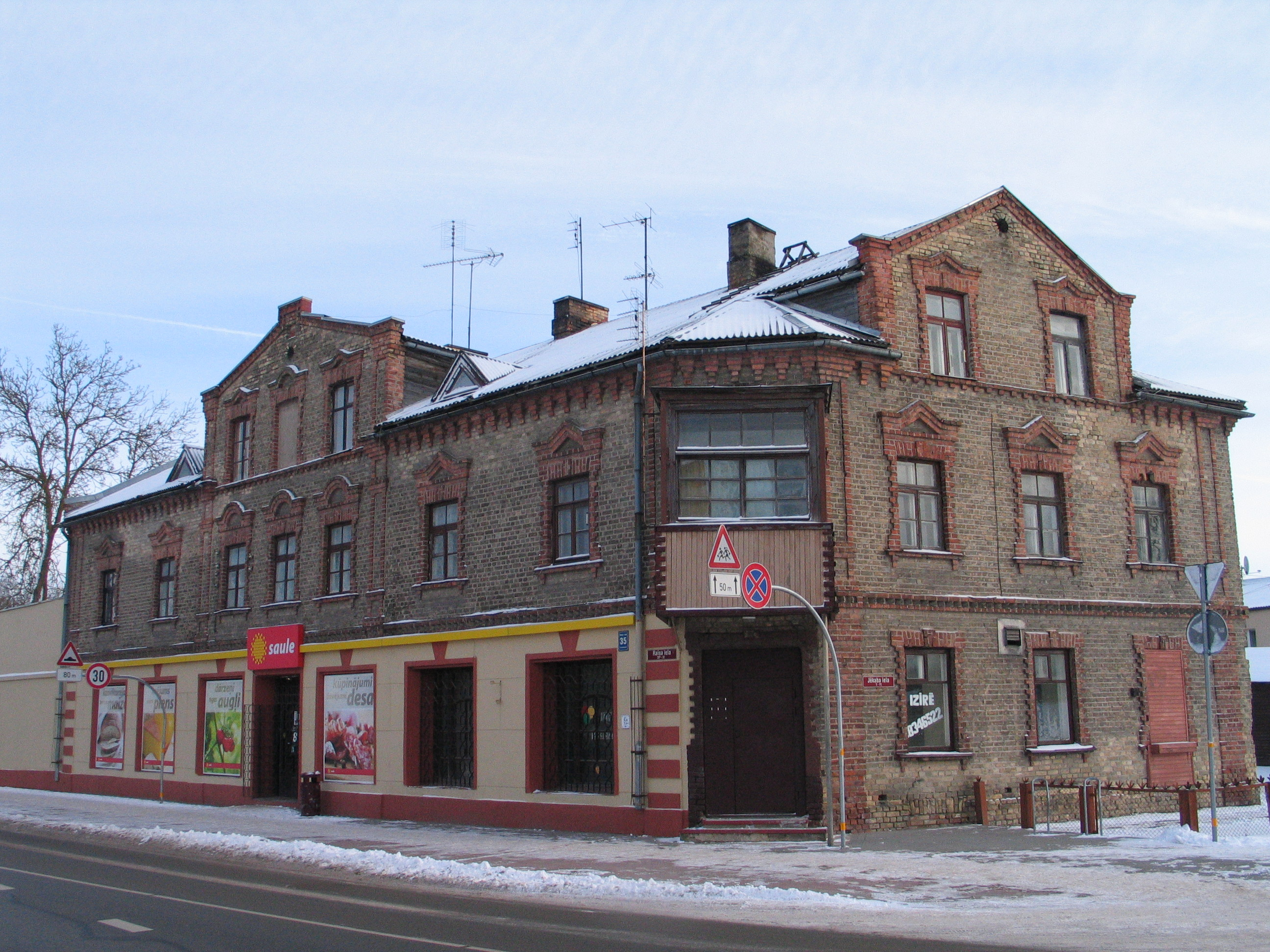
Rue Raiņa.
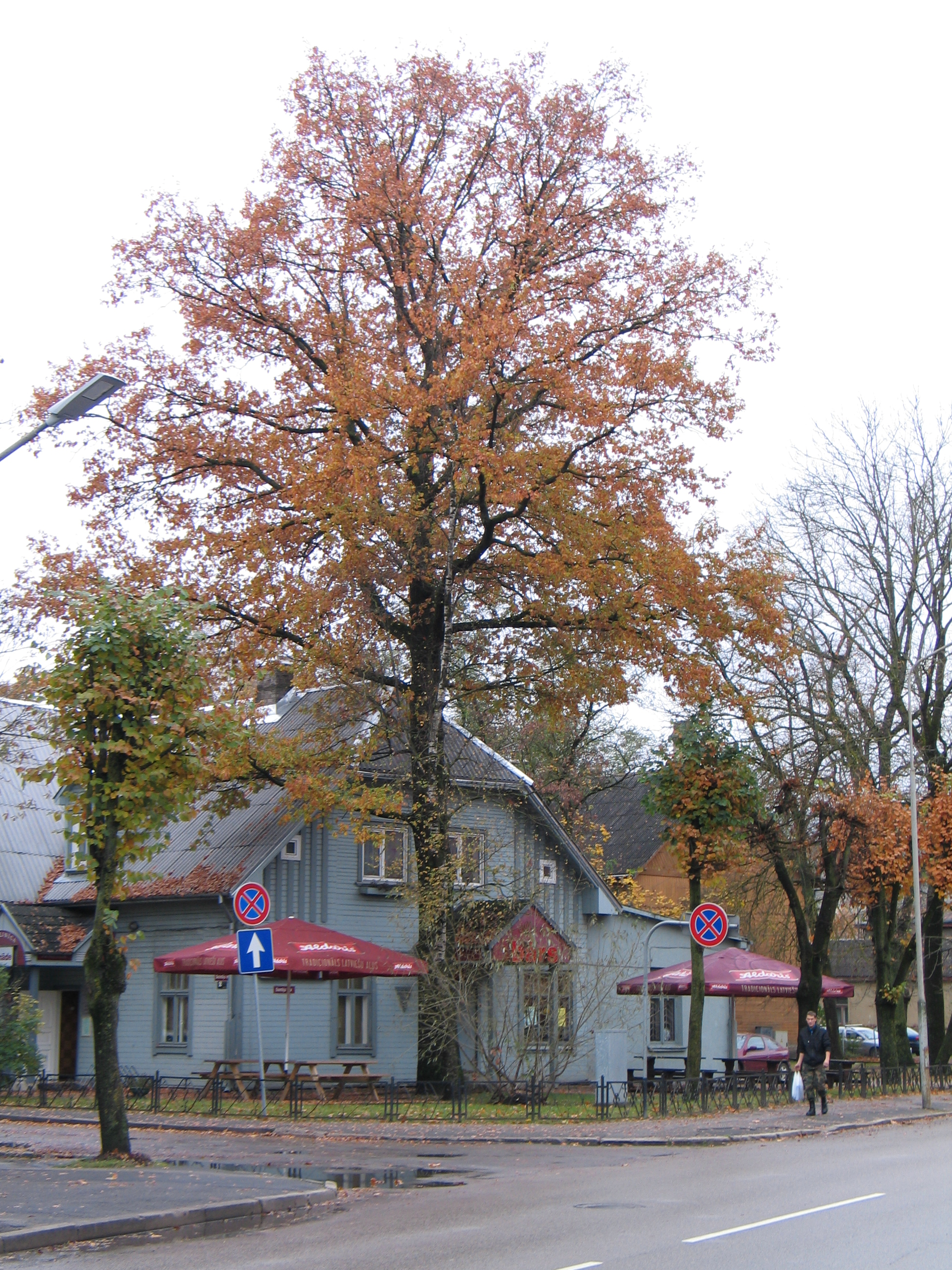
Café « Promenade ».
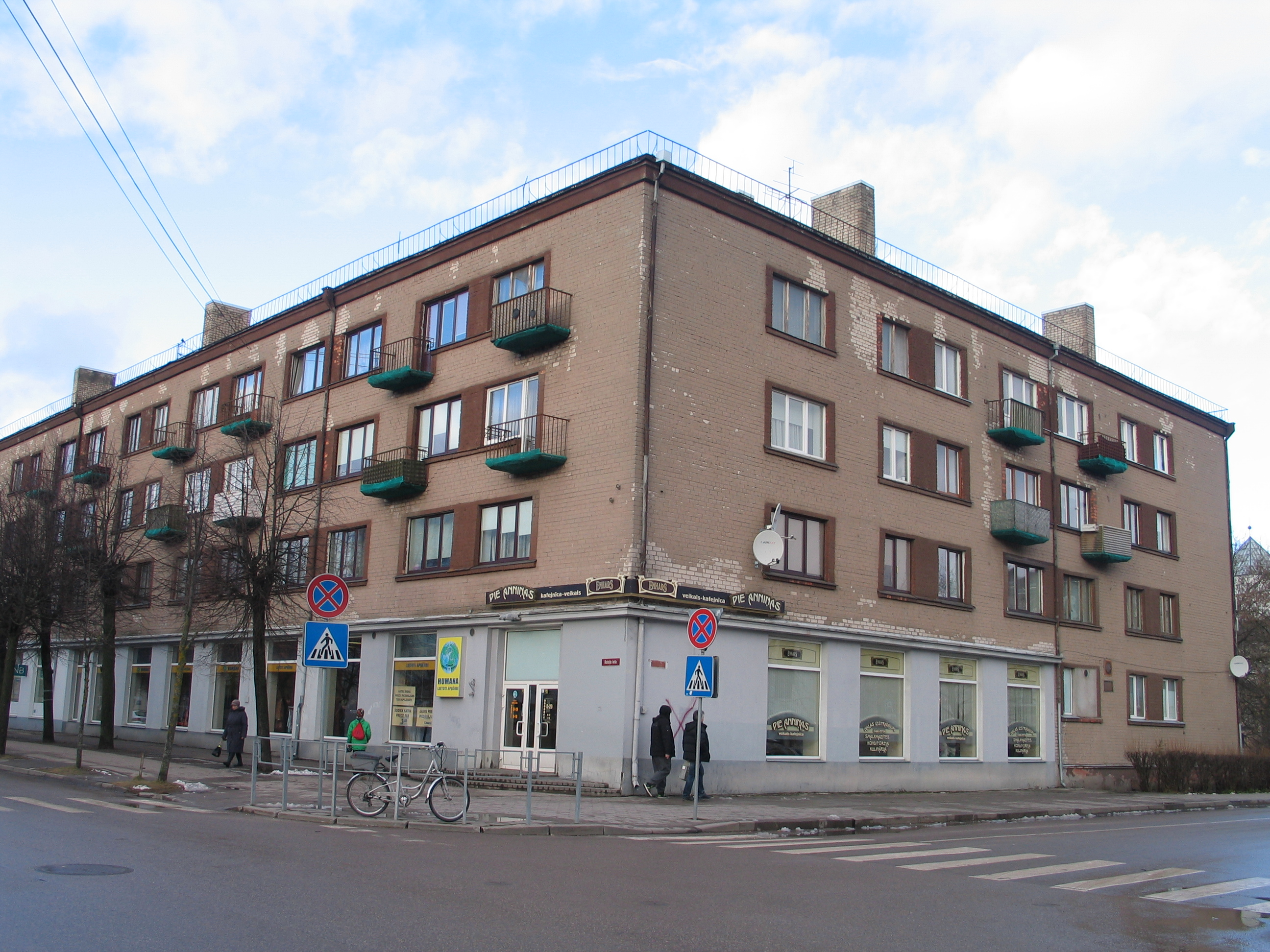
Rue Katoļu et Driksas.
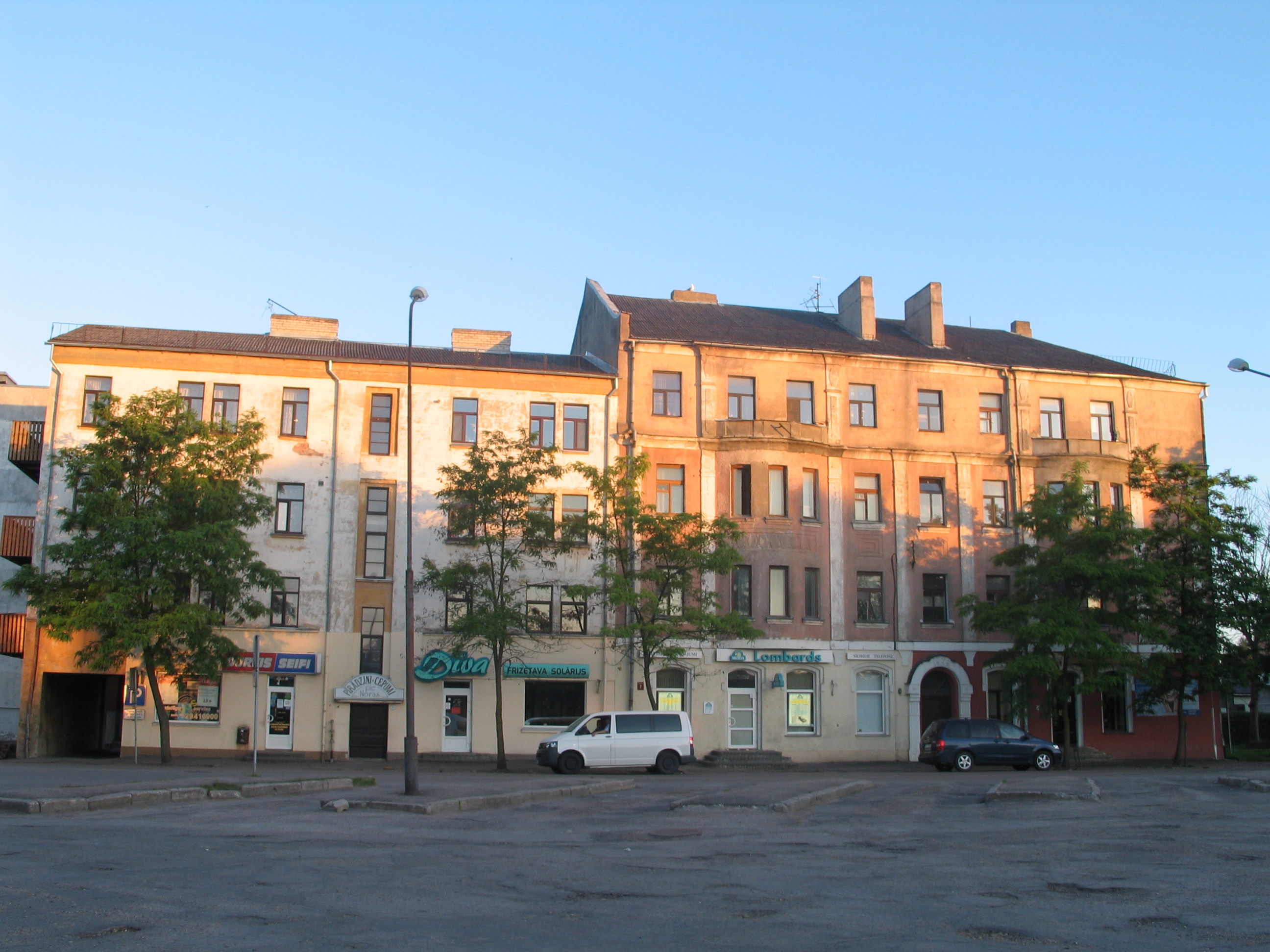
Quelques bâtiments du centre-ville.
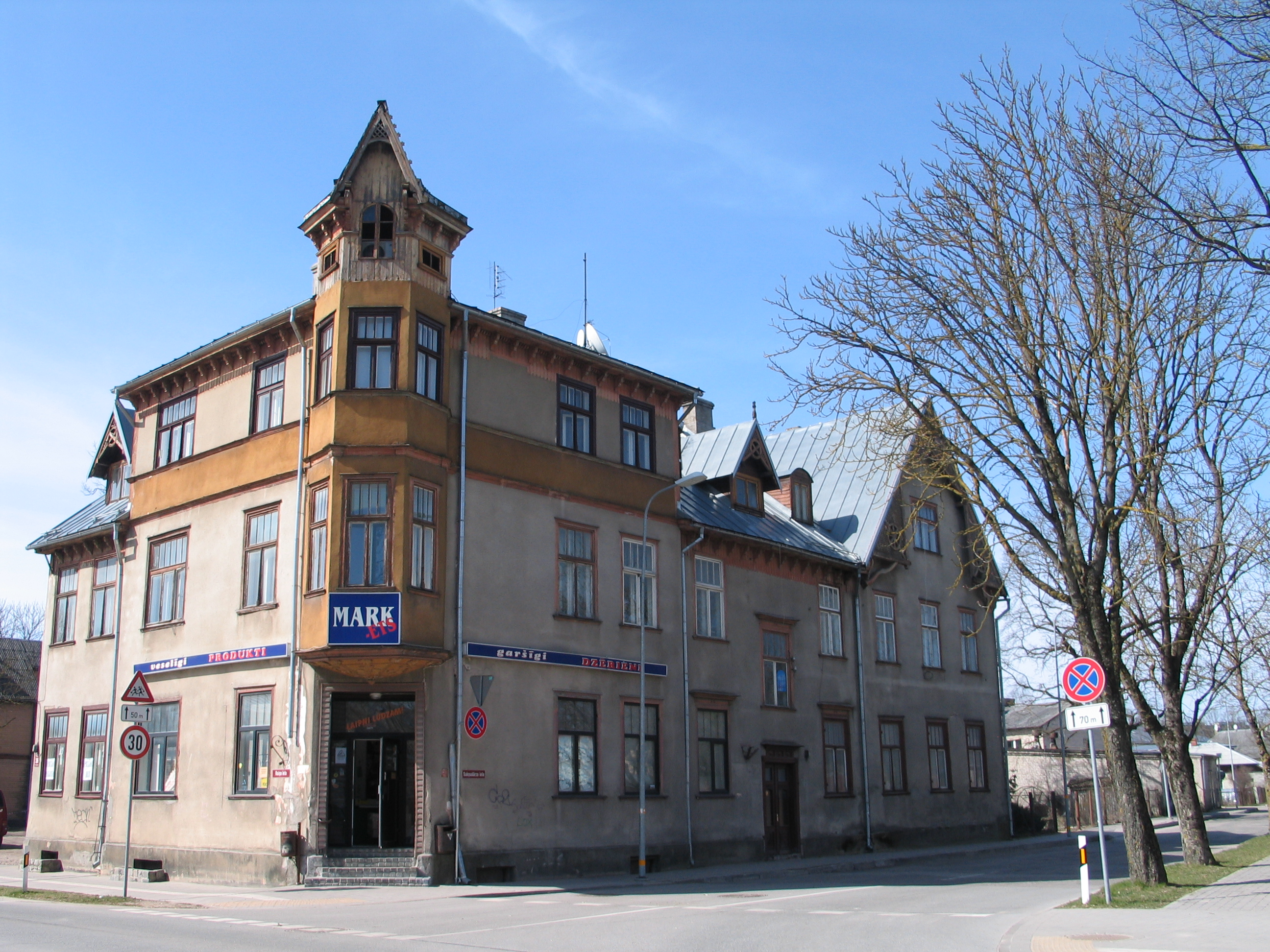
Rue Raiņa et Sakņudārza.
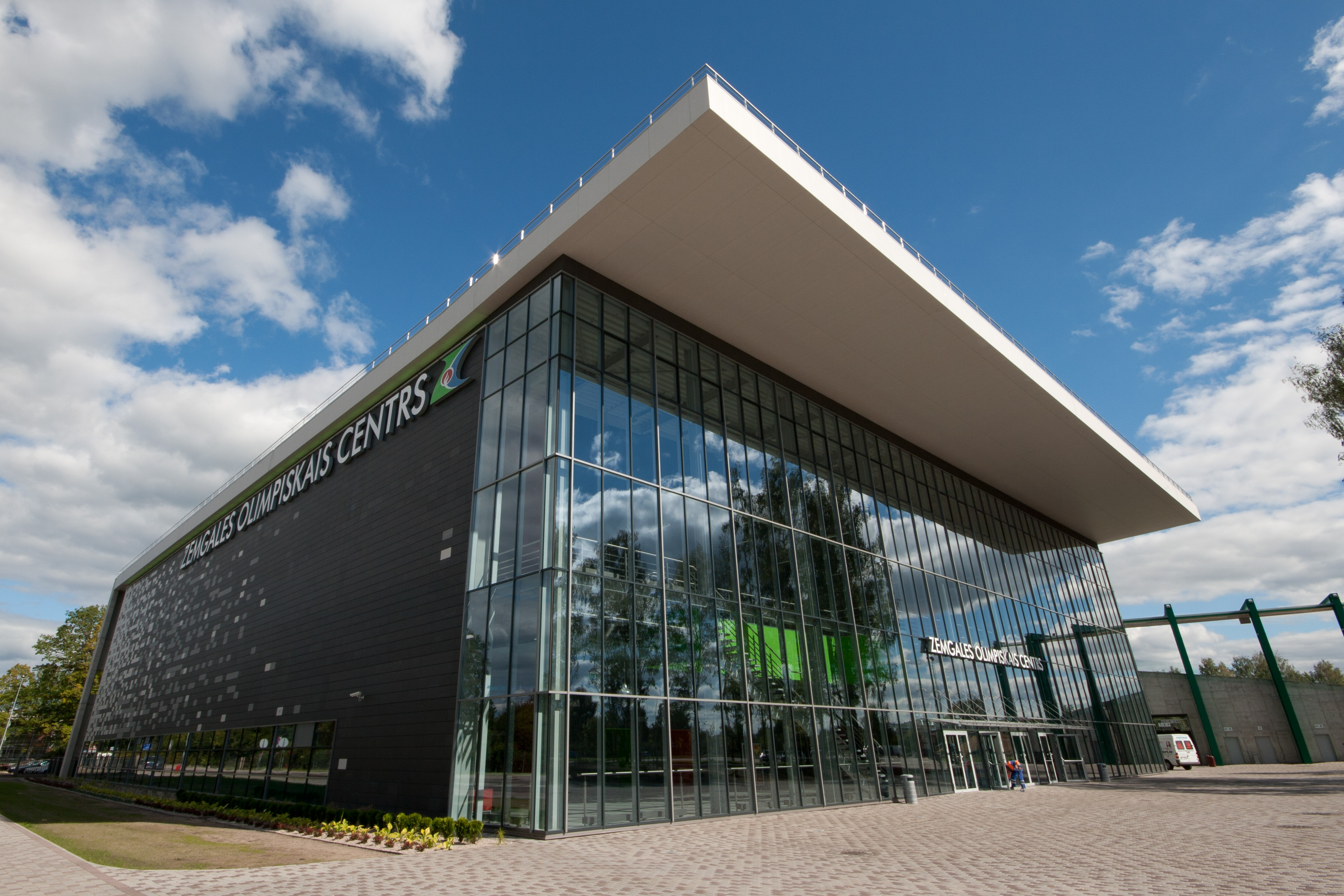
Centre sportif « Zemgale ».
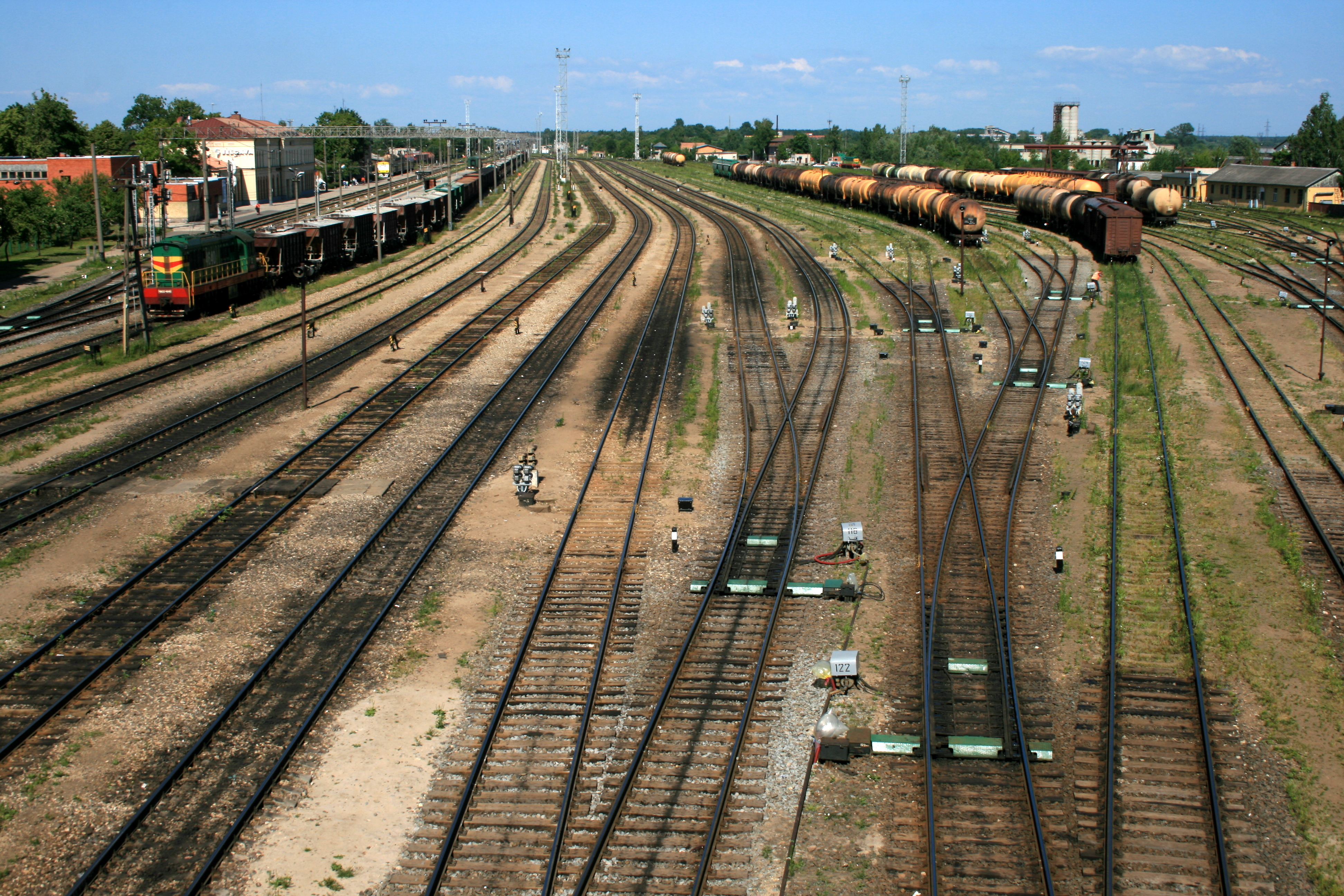
Gare ferroviaire de Jelgava.
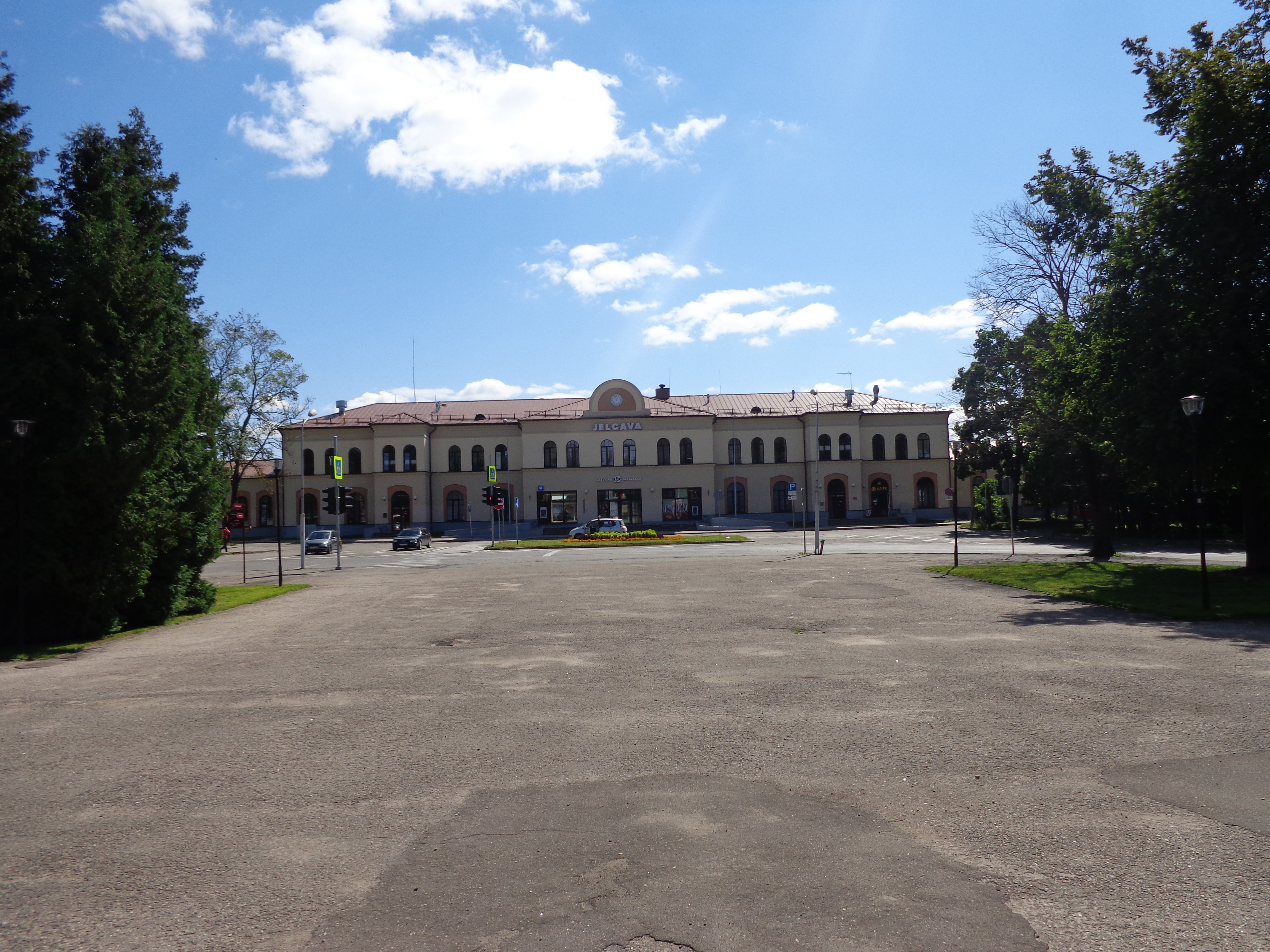
Place de la gare ferroviaire de Jelgava.
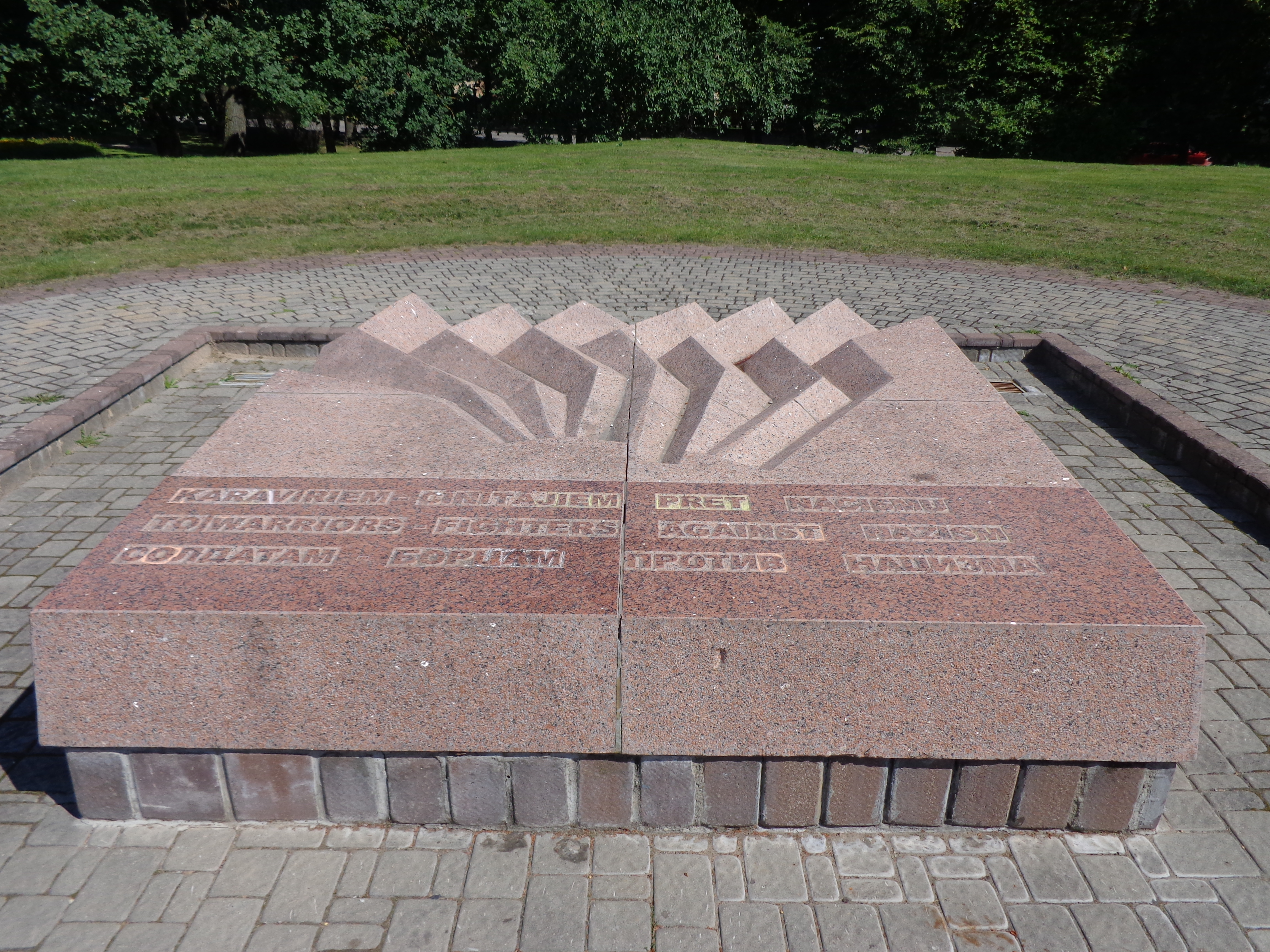
Monument aux morts 1941-1945.
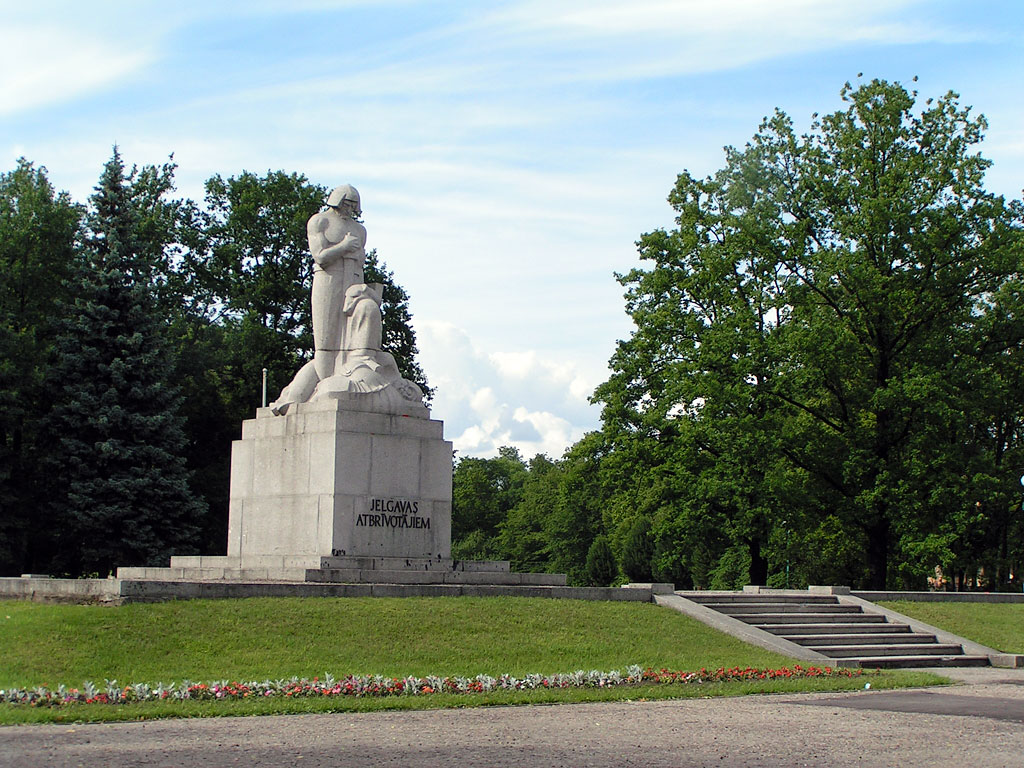
Monument de Lāčplēsis.
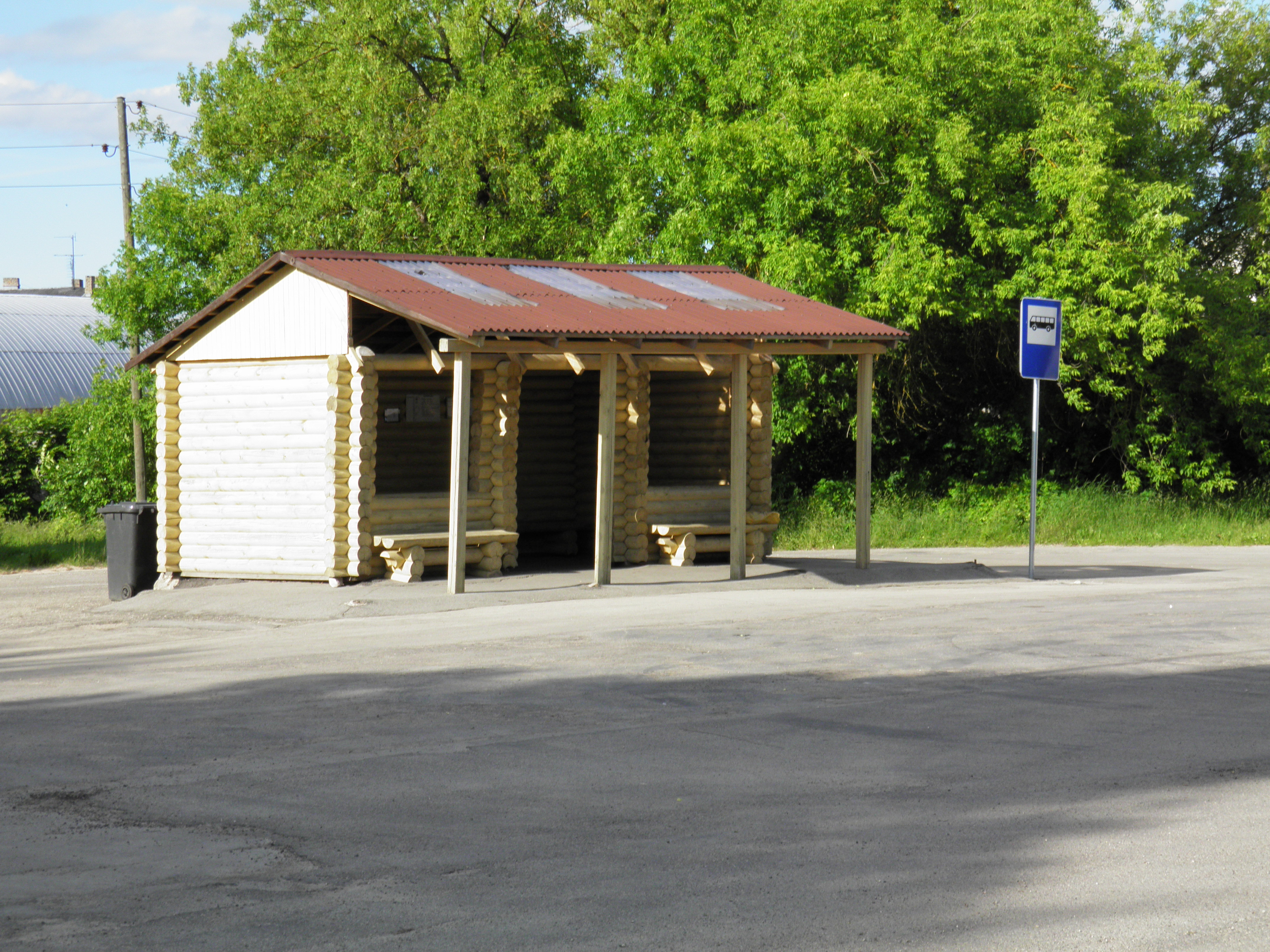
Gare routière.
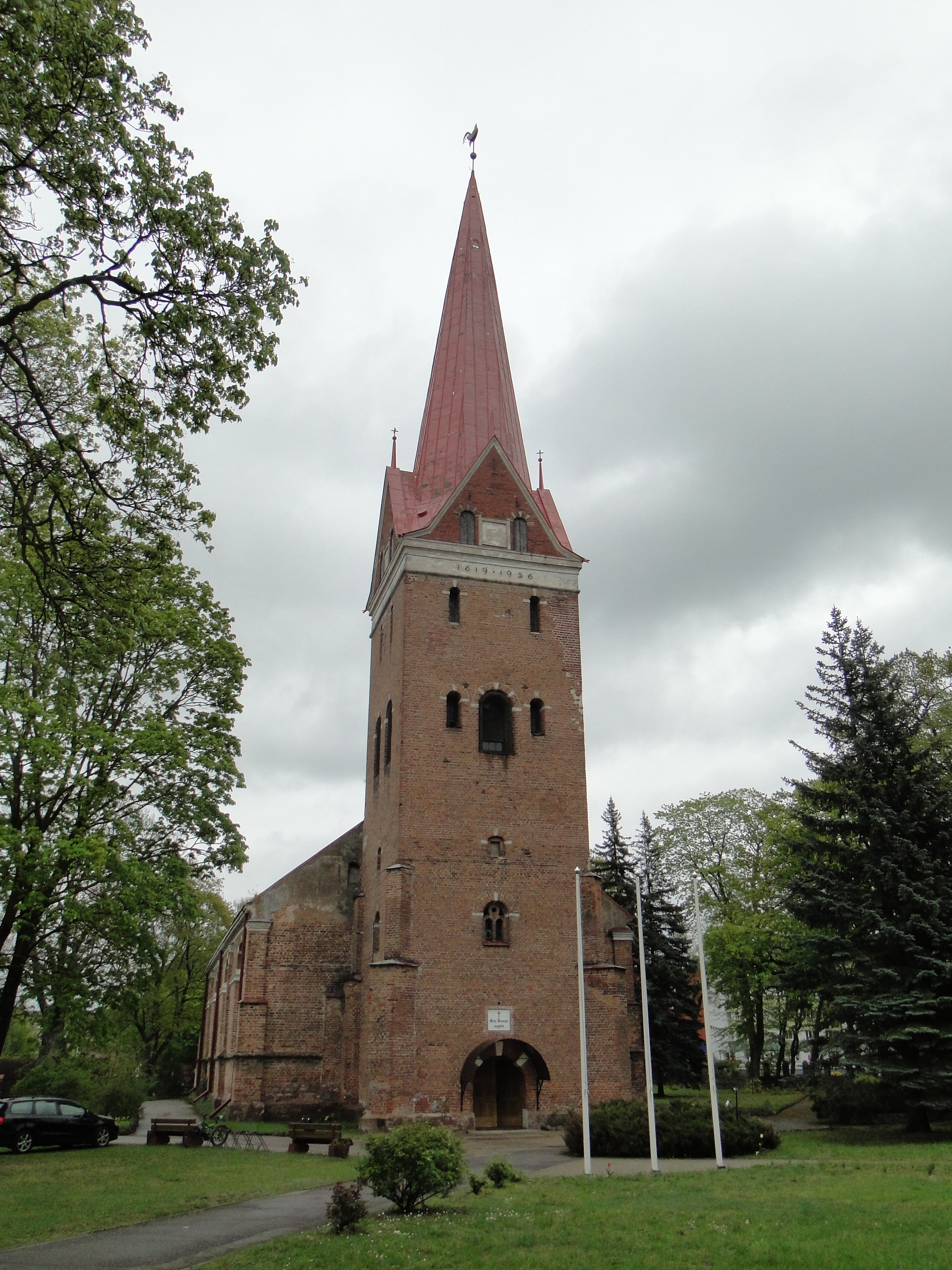
Église Sainte-Anne de Jelgava.